# ويليام هيني
ويليام هيني (بالإنجليزية: William Heaney)‏ هو لاعب كرة قدم بريطاني، ولد في 6 يونيو 1990 في Maryport ‏ في المملكة المتحدة. لعب مع نادي ووركينغتون.

## وصلات خارجية
- ويليام هيني على موقع قاعدة بيانات كرة القدم.إي يو (الإنجليزية)
- ويليام هيني على موقع Soccerway.com (الإنجليزية)